# Bogdana (okręg Sălaj)
Bogdana – wieś w Rumunii, w okręgu Sălaj, w gminie Buciumi. W 2011 roku liczyła 480 mieszkańców.